# Mövsüm Səmədov

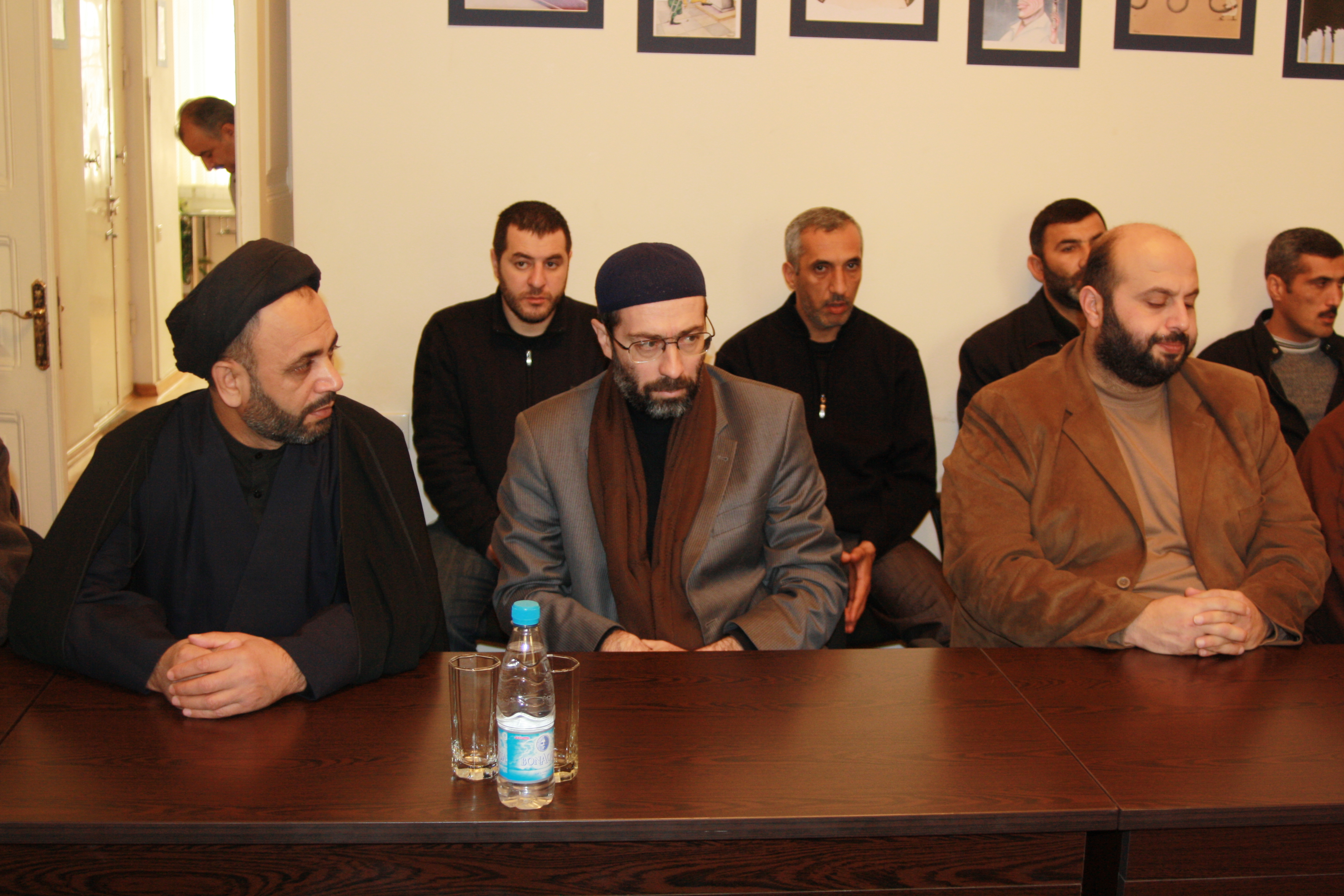

Mövsüm Mərdan oğlu Səmədov [mœvsym mærd̪an ɔɣlʊ sæmæd̪ɔv] (auch Movsum Samadov, * 4. September 1965 in Quba, Aserbaidschanische SSR, Sowjetunion) ist ein schiitischer Mullah in Aserbaidschan und Führer der 1995 verbotenen schiitischen „Islamischen Partei von Aserbaidschan“ (Azərbaycan İslam Partiyası, IPA). Der ausgebildete Mediziner Səmədov studierte in Qom Theologie. Səmədov wurde am 7. Januar 2011 verhaftet und am 7. Oktober 2011 zu 12 Jahren Haft wegen Terrorismus verurteilt. Es soll sich auch um eine Beleidigung des Präsidenten İlham Əliyev bei einer Rede auf YouTube gehandelt haben.